# Fernand Jouteux
Eugène Maurice Fernand Jouteux, mais conhecido como Fernand Jouteux (Chinon, 11 de janeiro de 1866 - Belo Horizonte, 16 de setembro de 1956), foi um compositor, arranjador, professor e regente francês, radicado no Brasil desde 1899.

## Trajetória

### 1º Período francês

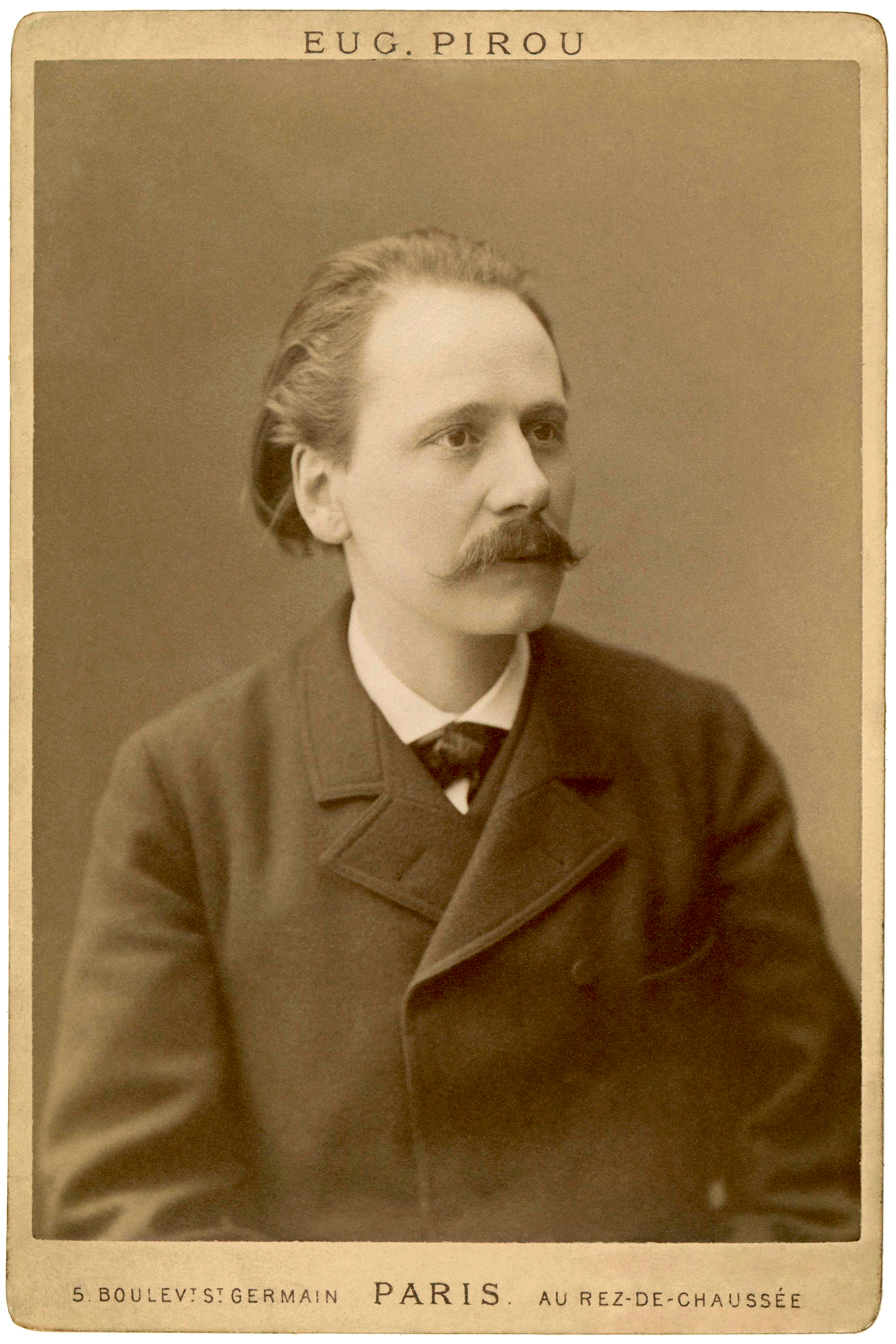
Jules Massenet (por Eugène Pirou em 1895), professor de Fernand Jouteux no Conservatório de Paris, de c.1895 até 1892.

Filho do advogado Pierre Alphonse Jouteux e de Marthe Marie Augustine Taillefer, irmão do notário Alphonse Pierre Auguste e sobrinho do Monsenhor François Baudichon, que exerceu o cargo de vigário apostólico das Ilhas Marquesas (Polinésia Francesa) entre 1844 e 1848.
Iniciou seus estudos no Ginásio de Pontlevoy (Departamento de Loir-et-Cher) e em 1884 ingressou no Conservatório de Paris, estudando inicialmente harmonia na classe de Jules Duprato (1887-1892) e posteriormente na classe de composição de Jules Massenet.
Jouteux tornou-se um dos ex-alunos de Massenet que mantiveram os ideais composicionais desse mestre nas décadas seguintes, assim como Gustave Charpentier, Reynaldo Hahn, Charles Koechlin e Eugène Caillot (1866-1938), tendo usado, até o final da vida, o fato de ter sido discípulo de Massenet como sua principal distinção.
Jouteux já compunha pelo menos desde o início da década de 1880, come menos de 20 anos de idade. Em 1891 publicou sua primeira obra pela Société des Auteurs, Compositeurs et Éditeurs de Musique (Sociedade dos Autores, Compositores e Editores de Música - SACEM): Le Retour du Marin, para soprano solo. Em 1892 estreou sua primeira obra de sucesso, Russie et France (Hino Russo e Marselhesa combinados para piano a quatro mãos).

### Período entre França e Brasil

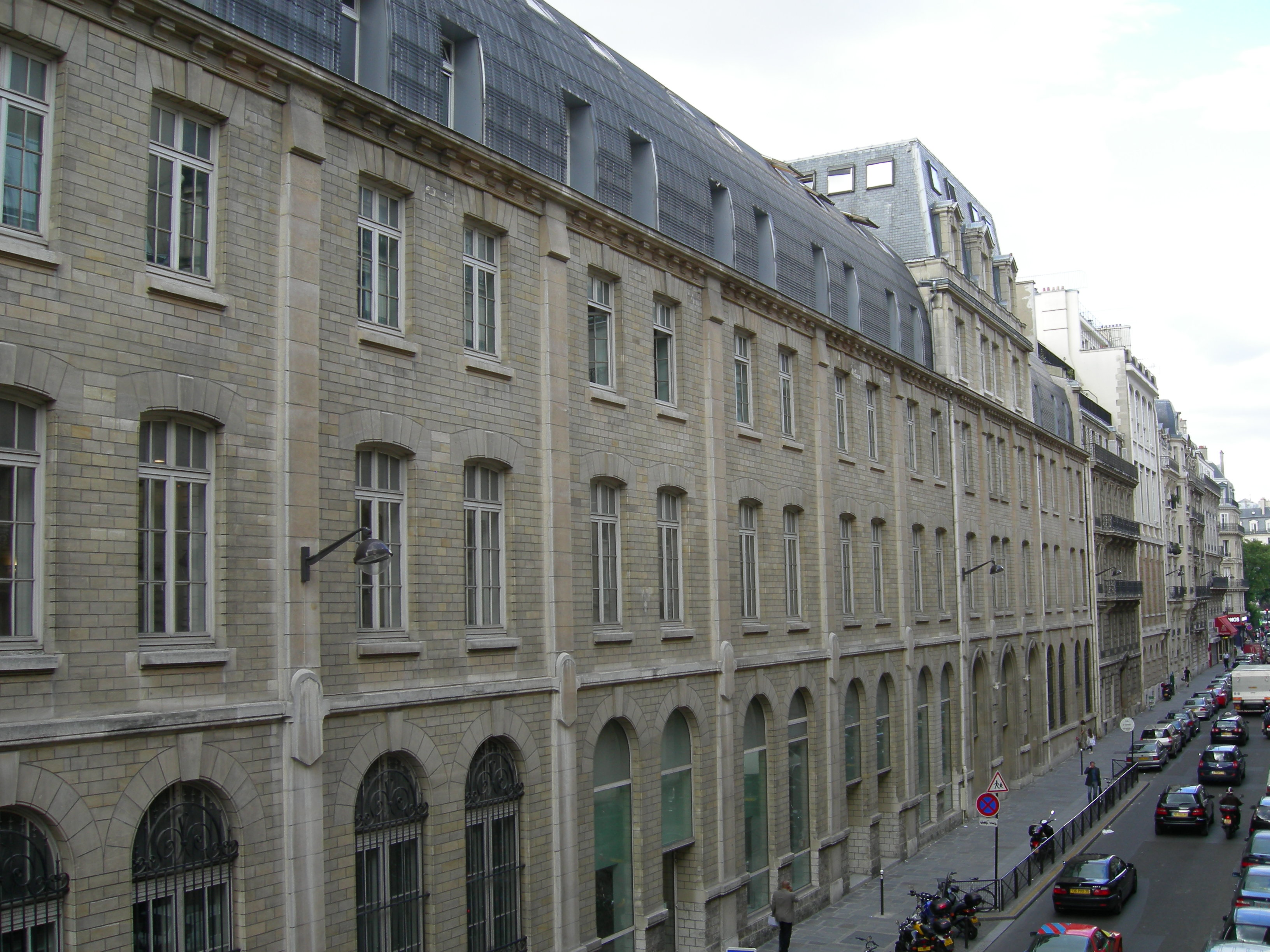
Conservatório de Paris, no qual Fernand Jouteux estudou de 18884 a 1892.

Em 1892, Jouteux iniciou uma série de viagens ao Brasil, iniciada pela cidade de Belém do Pará, onde permaneceu por dois anos. Para o Jornal Diretrizes, do Rio de Janeiro, em 25 de setembro de 1941, o compositor declarou: “A primeira vez que vim ao Brasil foi em 1892. Vim, fiquei no Pará por dois anos, depois voltei. Voltei porque precisava resolver várias situações domésticas na França. Após resolver todas essas situações, achei-me possuidor da quantia de 100 contos de réis em dinheiro, fora alguns haveres em imóveis. Peguei, então, o dinheiro; despedi-me, mais uma vez, de minha mãe; e voltei ao Brasil. Fiquei indo e voltando. Fiz isso durante umas dez vezes.”

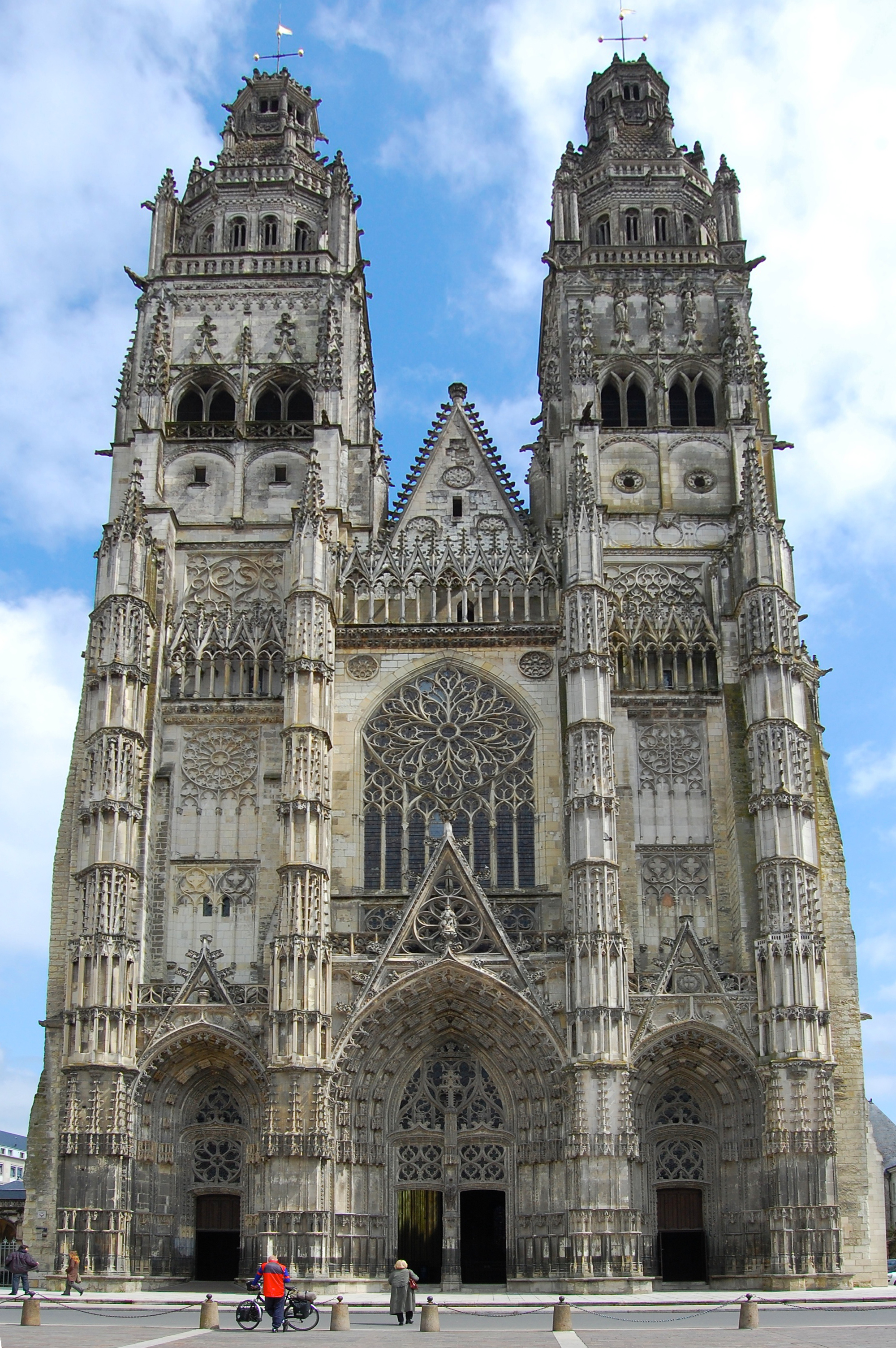
Catedral de Tours, na qual foi estreado em 1897 o oratório Bellator Domini de Fernand Jouteux.

Em 1894, aos 28 anos, venceu um concurso de composição no Conservatório de Paris e a banca sugeriu-o participar do Prêmio de Roma, que já havia sido conquistado por Jules Massenet e por Claude Debussy, entre outros, porém Jouteux preferiu prosseguir suas viagens ao Brasil.
Em 1895 apresentou na França trechos de sua primeira ópera: Eumène. Em 1897 compôs seu maior sucesso na França: o oratório Bellator Domini (Guerreiro de Deus), para as festas do 15º centenário de morte de São Martinho de Tours, na Catedral de Tours. Para o Jornal O Imparcial, do Rio de Janeiro, em 4 de agosto de 1920, Jouteux declarou: “O primeiro trabalho que fiz foi um oratório em duas partes, além de um prólogo e um epílogo, intitulado Bellator Domini, em 1897, executado em Tours por uma grande orquestra, sob minha regência. Foi essa minha estreia. Então a ópera Klytis ou La Chanson du Potier, também representada em Tours; a Ode a Balzac, executada em Tours para o centenário de Balzac; e a Symphonie Brésilienne em quatro partes, ainda não executada, que é o resumo de minhas impressões desde que cheguei ao Brasil, havendo eu a terminado em 1914. Seria penoso enumerar outras composições que tenho.”
A última década do século XIX e primeiros anos do século XX marcaram o período de maior sucesso composicional de Fernand Jouteux. Com cerca de 35 anos de idade, vitorioso em concursos e consagrado pelas execuções de Bellator Domini, sua carreira parecia dirigir-se para o mesmo esplendor de seus predecessores, fato que provavelmente motivou suas aventuras pelo Brasil nas décadas seguintes. Os fatos com os quais Fernand Jouteux não contava foram as revoluções no meio musical, acarretadas, em primeiro lugar, pela invenção dos sistemas de gravação e transmissão sonora (especialmente o disco e o gramofone, por Emil Berliner, em 1888, o sistema de radiodifusão, por Guglielmo Marconi em 1896 e o cinematógrafo, lançado pelos Irmãos Lumière em 1895 e sonorizado a partir de 1929) e em segundo lugar, pela música popular urbana, principalmente nos Estados Unidos, mas também no Brasil e demais países americanos. Fernand Jouteux viveu assim dois grandes dramas em sua carreira a partir dos 35 anos de idade, acarretando as dificuldades com as quais conviveu até o final da vida: 1) ingressou no século XX, sem nunca se desvencilhar dos ideais do século XIX; 2) passou a viver no Brasil mantendo os ideais da cultura francesa.

### 1º Período pernambucano: Bela Aliança e viagens à França e Argélia

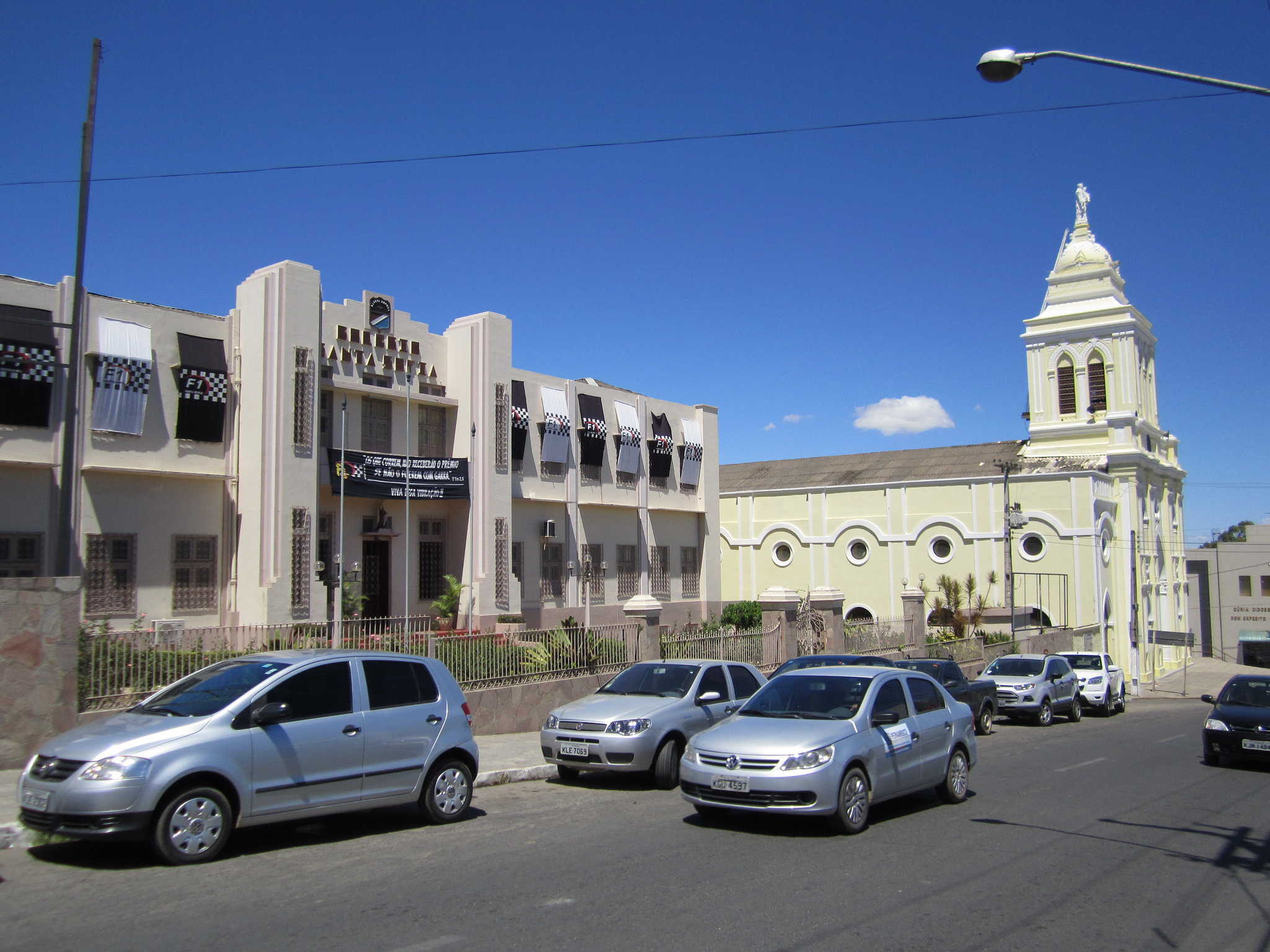
Colégio Santa Sofia e Matriz de Santo Antônio de Garanhuns (PE), onde Fernand Jouteux e sua esposa passaram a viver a partir de 1899.

Em janeiro de 1899 (mesmo ano de sua bem sucedida Ode à Balzac, para coro e orquestra), Jouteux adquiriu do casal van der Hoeck, por um intermediário que viajou ao Brasil, a fazenda de café Bela Aliança (que posteriormente passaria a referir, em francês, Belle Aliance), distante cerca de três léguas de Garanhuns. Em abril de 1899 casou-se com sua ex-aluna Magdeleine Anne Adolphine Marie Aubry, neta do jurista Claude Aubry, sobrinha do Marechal Ferdinand Foch e filha de Florentin Marie Pierre Aubry e de Aline Adolphine Marie Picau. Com Magdeleine, Jouteux passou a viajar ao Brasil, iniciando um processo de estabelecimento no país, repleto de aventuras e dificuldades.
Em 1902 ocorreu a mais festejada apresentação do oratório Bellator Domini, na cidade de Bourdeaux. A partir de então, no auge de sua carreira, Jouteux passou a viajar mais constantemente para o Brasil e outros destinos, juntamente com sua esposa. Com Magdeleine, até cerca de 1909, Jouteux passou temporadas em Pernambuco, porém ainda exercia atividades principalmente na França: inicialmente habitaram a fazenda Bela Aliança em Garanhuns, mas entre 1905 e 1906, o casal residia no Recife, vivendo de lições de música e de língua francesa. Magdeleine atuava como modista, especializada na manufatura e conserto de chapéus. Em 1906 retornanaram a Garanhuns, mantendo o mesmo tipo de atividade.
Em 1910 Jouteux assumiu a direção da Ecole de Musique d’Oran (Escola Municipal de Música de Orã, na Argélia). Nessa escola, Jouteux dirigiu concursos e concertos, que chegaram a ser noticiados na França, e nos quais algumas de suas obras foram executadas.

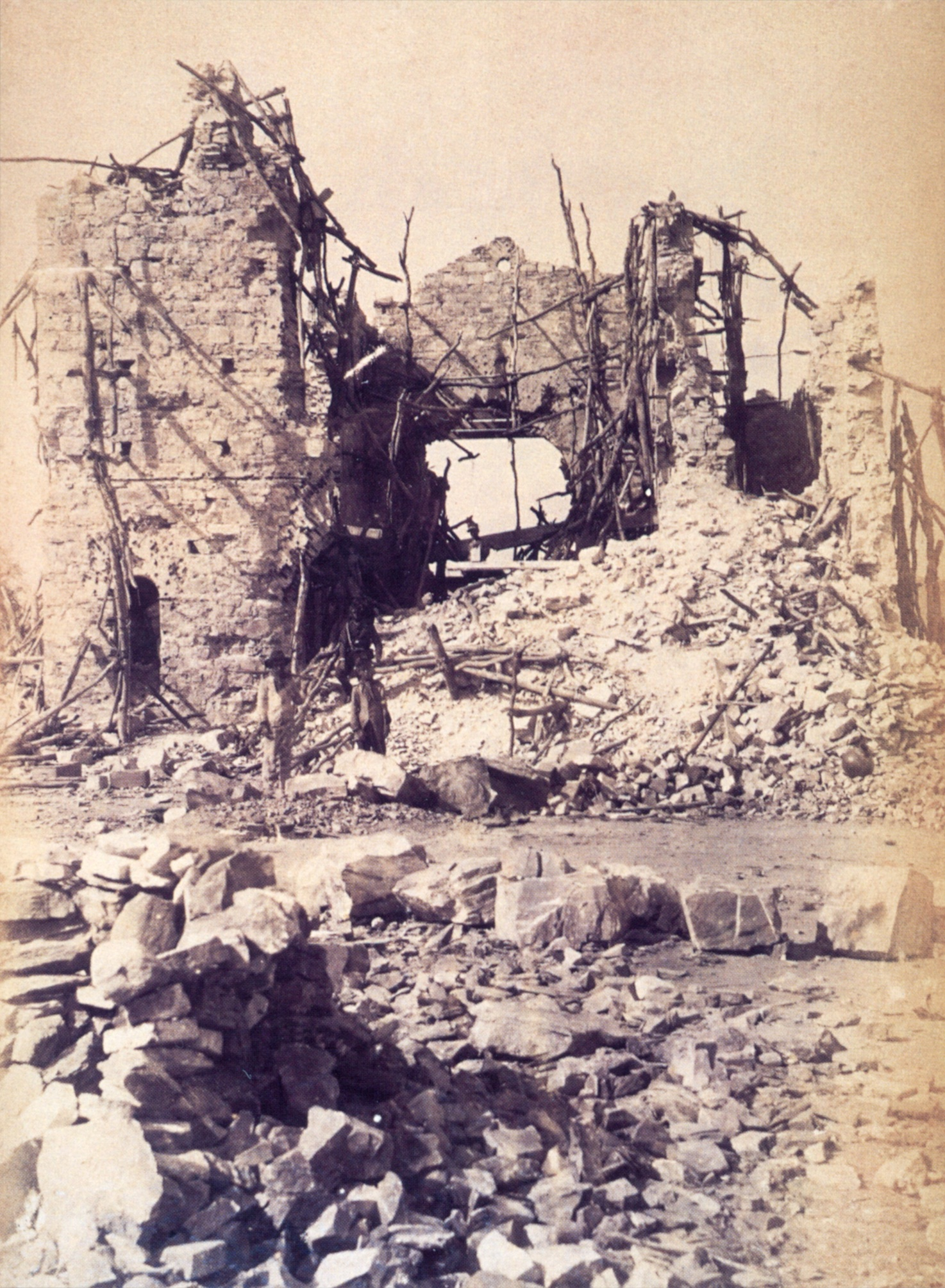
Ruinas da Capela do Bom Jesus em Canudos, após o massacre de 1897, episódio que motivou a escrita da ópera O Sertão, de Fernand Jouteux.

Entre 1911 e 1921, exceto por um pequeno período em Maceió em 1916, o casal Jouteux residiu na fazenda Bela Aliança. Nesse período, o mais ininterruptamente extenso em Pernambuco, e no qual ocorreu a Primeira Guerra Mundial (1914-1918), Fernand Jouteux deixou de viajar à Europa e dividiu suas atividades compondo, dirigindo a produção agrícola de sua propriedade e ensinando música, enquanto Magdeleine mantinha a manufatura de chapéus. Essa foi uma fase em que o casal ainda possuía dinheiro recebido de suas famílias, mas que não durou até a década seguinte. O casal nunca teve filhos naturais, porém em Garanhuns adotou a menina Estelle, que infelizmente faleceria ainda na infância, na década de 1920.

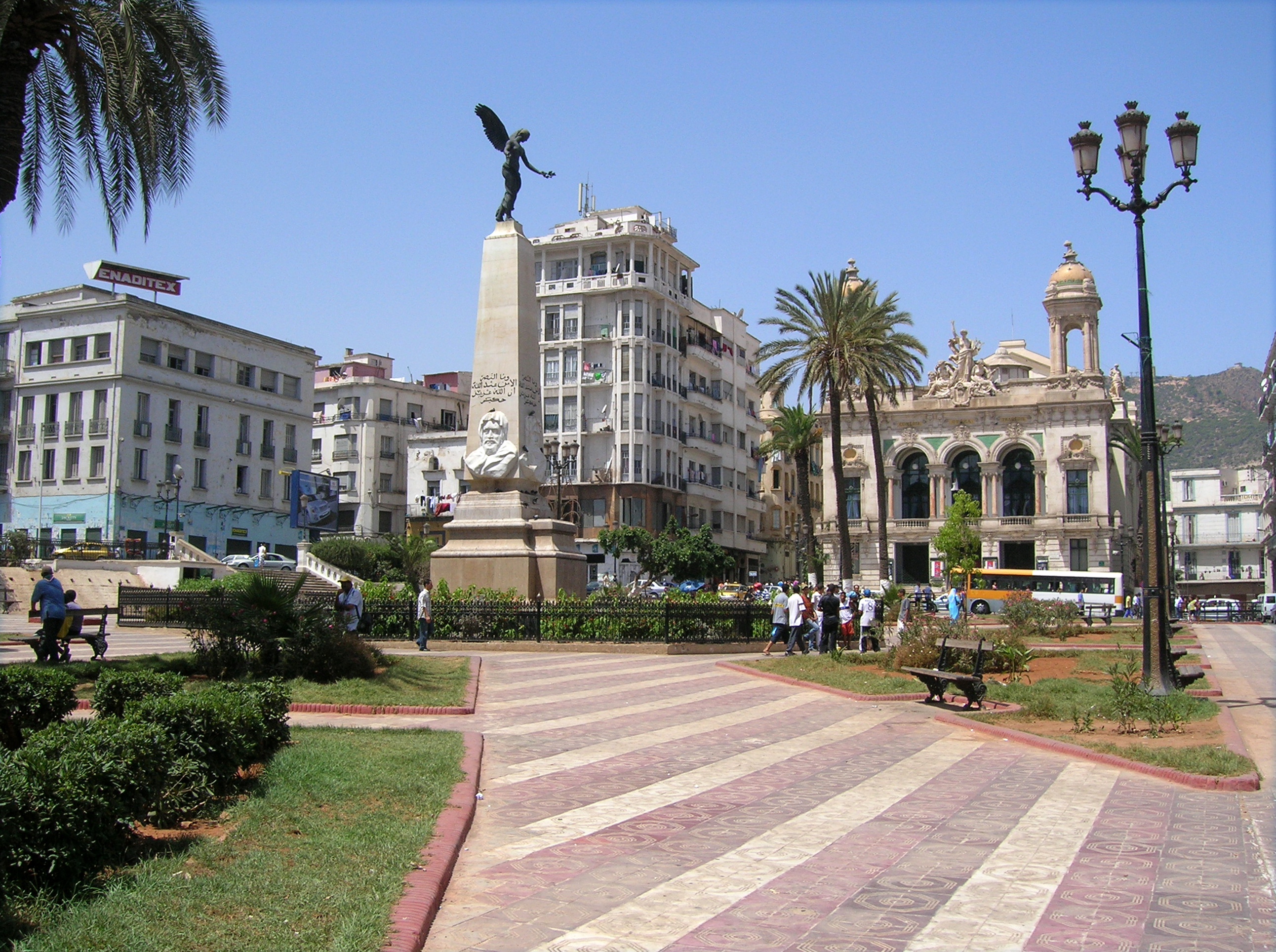
Cidade de Orã (Argélia), na qual Fernand Jouteux viveu em 1910.

Em entrevista para o jornal Correio da Manhã do Rio de Janeiro, em 30 de outubro de 1938, Magdeleine Aubry relembrou desta maneira seus primeiros anos no Brasil: "Voltamos à França diversas vezes e numa dessas viagens trouxemos bastante dinheiro e compramos uma fazenda em Pernambuco. Fomos mal-sucedidos entretanto. Vendemos a fazenda, seguindo o nosso destino de caminheiros errantes e aqui estamos hoje tranquilos e por que não felizes?"
Por conta de suas opções musicais, no Brasil Jouteux atuou principalmente em igrejas, compondo, regendo, tocando e cantando. Suas obras orquestrais e camerísticas foram executada principalmente em concertos organizados por ele próprio, geralmente bastante tempo após sua composição, como foi o caso da Symphonie Brésilienne, escrita em 1914 e estreada somente em 1933, em Recife e Olinda.
No 1º Período pernambucano, Jouteux compôs a ópera em quatro atos O Sertão (inicialmente Antônio, o filho do homem, depois Canudos), sobre o livro Os Sertões de Euclides da Cunha (1902), que descreveu o massacre de Canudos em 1897. Fernand Jouteux recebeu notícias do acontecimento com relativa proximidade geográfica de Canudos (sendo notório o fato de que o ano da Guerra de Canudos é o mesmo que o da estreia de Bellator Domini, o maior sucesso composicional de sua carreira). Escrita a partir de libreto em francês do próprio compositor, O Sertão passou a ser o grande projeto de vida de Fernand Jouteux, que até os 90 anos de idade trabalhou em prol de sua encenação, tarefa cujo maior entrave foi a reunião dos fundos necessários para a montagem da ópera.

### 2º Período francês: em busca de financiamento para a óperaO Sertão

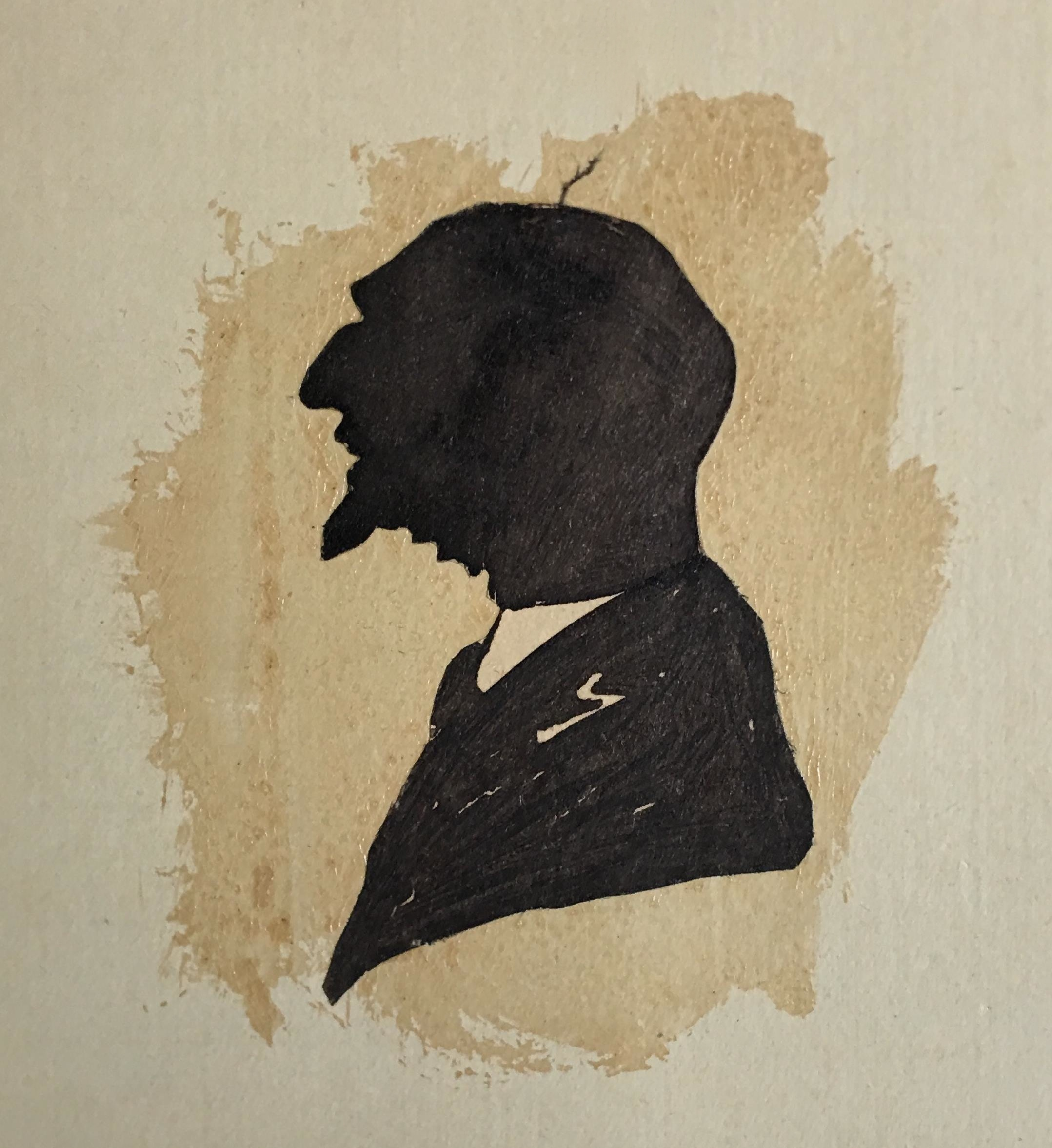
Efígie de Fernand Jouteux, por autor desconhecido, provavelmente desenhada em Paris no 2º Período francês (entre 1921-1925)

De acordo com Ígor Cardoso, a ópera O Sertão parece ter sido concebida entre 1899 e 1912. De acordo com Olinto Rodrigues dos Santos Filho, a composição teria se prolongado até o período de 1921 a 1925, quando o casal voltou a residir na França, com Magdeleine e Estelle. Nessa fase, tentaram, sem sucesso, obter financiamento junto ao Rei da Bélgica, para a representação da ópera. Jouteux chegou a apresentar trechos de O Sertão na Universidade Sorbonne de Paris, porém não obteve na França os recursos necessaries para o seu projeto e as dificuldades para fazer representar a ópera arrastaram-se até o início da década de 1950.
Em 1924, ainda durante a permanência do casal Jouteux na França, o oratório Bellator Domini foi novamente executado na Sallle Gaveau (Paris) com 250 executantes, pela Union dês Femmes Artistes Musiciènnes (União das Mulheres Artistas da Música).
Ígor Cardoso observa que, ao viajar para a França em 1921, Jouteux perdeu a oportunidade do Centenário da Independência em 1922, talvez porque sua ópera ainda não estivesse concluída, ou talvez porque Jouteux apostasse em uma subvenção europeia para esse projeto.
Ao Jornal do Recife, em 15 de setembro de 1925, Jouteux informava: “Trouxe, pronta para ser executada, minha ópera Antônio Conselheiro em quatro atos. Espero vê-la representada no Rio de Janeiro, tendo já uma empresa se interessado pelo caso.” Tempos depois, ao Jornal Diretrizes, do Rio de Janeiro, em 25 de setembro de 1941, Jouteux declarava: “Quando terminei minha ópera, vi logo que teria dificuldade de montá-la. Não havia dinheiro.”
Em 1925 o casal regressou a Pernambuco, passando por uma situação de risco: o navio Halgan chocou-se com os rochedos da costa do Recife, acarretando um desembarque de emergencia.

### 2º Período pernambucano e turnê Maranhão-São Paulo

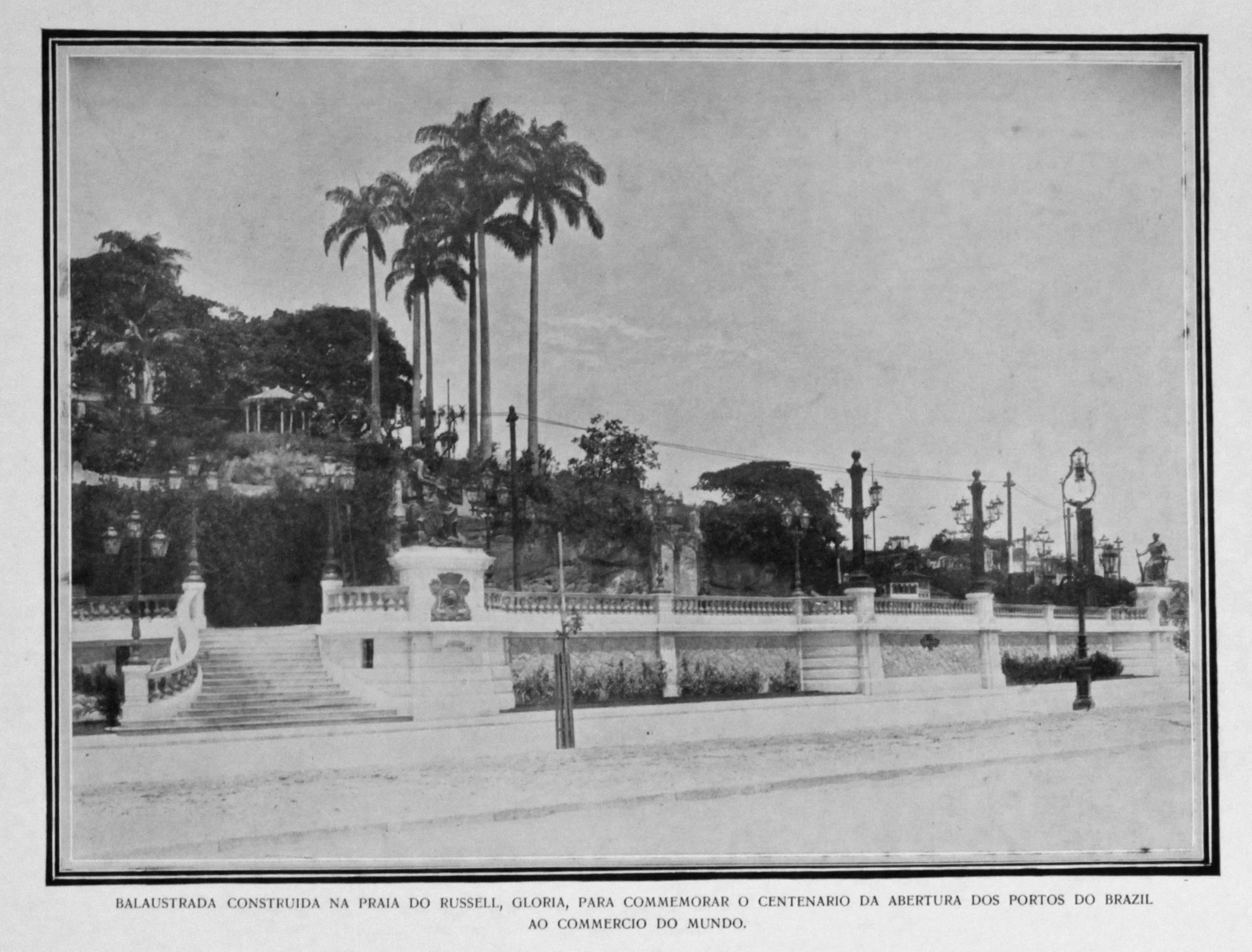
A extinta Praia do Russell (em 1908), na qual Fernand Jouteux residiu no Hotel do Russell em 1926-1927.

Ao regressar das viagens de 1921 a 1925 à França, o casal Jouteux voltou a viver em Garanhuns, porém não mais na Fazenda Bela Aliança, que em 1926 já pertencia ao deputado pernambucano Souto Filho. Em 1926 e 1927, no entanto, Jouteux encontra-se no Rio de Janeiro (residindo no Hotel do Russell), tentando viabilizar a representação de sua ópera. Entre 1927 e 1929 Jouteux passou a viver em cidades dos estados de Alagoas, Pernambuco e Paraíba, organizando apresentações de suas obras.

A música produzida por Jouteux em Pernambuco nem sempre foi bem recebida, em parte por sua origem francesa e em parte por sua opção musical conservadora. Em 31 de janeiro de 1928, Waldemar de Oliveira publicou uma dura crítica no Jornal do Commercio do Recife, na qual acusou Jouteux de “tardígrado”, por não se interessar pelos movimentos musicais do seu tempo, sendo caracterizado como “um compositor que escreve em 1928 como se escrevesse em 1898”.

Teatro Municipal de São Paulo, no qual foram apresentadas obras de Fernand Jouteux em 1948.

Convencido de que não haveria outro meio de financiar a execução de O Sertão a não ser obter pessoalmente os recursos necessários, Jouteux realizou, do final de 1929 ao início de 1935, uma turnê de apresentações musicais planejadas para o percurso São Luís do Maranhão-São Paulo (mas que acabou se estendendo até o Rio Grande do Sul), em companhia do barítono suíço Rudolf Wyss. Durante a tourné, Jouteux arrecadou contribuições de pessoas e prefeituras das cidades por onde passou, registrando-as em um um livro, felizmente preservado: em Juazeiro do Norte, em 1930, o Padre Cícero Romão Batista, que já o conhecia de concertos anteriores, contribuiu com 100$000 réis.
Por essa época, Jouteux começou a ser decisivamente afetado pelo declínio das profissões de compositor e regente, transformação que prosseguiu ao longo de todo o século XX, em função da indústria fonográfica (especialmente a partir da fase elétrica, inaugurada em 1927), da radiodifusão (especialmente a partir da inauguração da Rádio Nacional em 1936) e do cinema (especialmente a partir do cinema falado, em 1929). A Segunda Guerra Mundial (1939-1945) e a introdução da Televisão no Brasil em 1950, que acelerou a extinção das orquestras de rádio, participaram das dificuldades que afetaram grandemente a vida do casal Jouteux no Brasil a partir de meados da década de 1930 e sua consequente busca por novas oportunidades profissionais em Minas Gerais. Com mais de 70 anos de idade e já sem a possibilidade de adaptar-se a um mundo em intensa transformação, Fernand Jouteux partiu em 1937 para Minas Gerais, como última esperança de sobrevivência e de manutenção das esperanças de uma vida de compositor baseada na cultura francesa do século XIX, especialmente aquela vivenciada na década de 1890, a última década anterior ao advento da tecnologia que caracterizou o século XX e transformou o meio musical baseado nas composições longas e grandiosas, e na execução musical ao vivo.

### Período mineiro: pobreza no Campo das Vertentes e montagem da ópera em Belo Horizonte

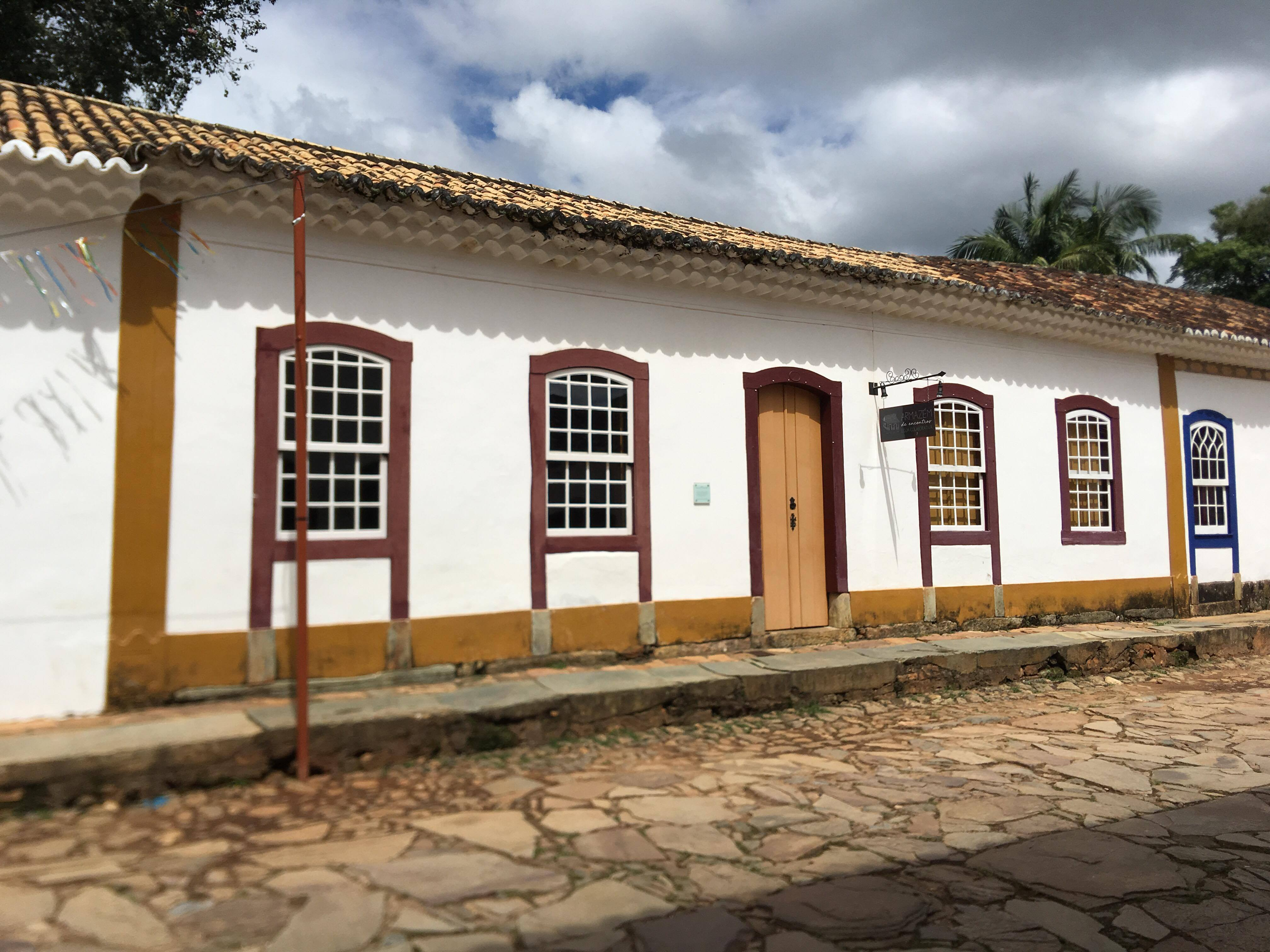
Primeira casa na qual Fernand Jouteux e sua esposa residiram em Tiradentes (construída no século XVIII), na época propriedade de Joaquim Ramalho (Rua Direita, atualmente nº 168).

A turné de 1929-1935 incluiu várias cidades mineiras, entre elas São João del-Rei e Tiradentes em 1934, cidades nas quais a música sacra vinha sendo cultivada com especial predileção, o que pode ter contribuído para o estabelecimento de uma decisiva ligação com Fernand Jouteux.
Em 1937, Jouteux recebeu o convite para ser diretor do “Conservatório de Música Sanjoanense” (atual Conservatório Estadual de Música Padre José Maria Xavier). Com as finanças exauridas na fase anterior, atravessando as profundas mudanças no mercado de música e vendo seus sonhos de representação da ópera O Sertão e de uma possível residência no Rio de Janeiro cada vez mais distantes, Fernand Jouteux transferiu-se com Magdeleine para São João del-Rei, porém o cargo do Conservatório acabou não se efetivando. De acordo com notícias reunidas por Ígor Cardoso, Jouteux foi visto várias vezes garimpando ouro no Rio das Mortes, em uma desesperada tentativa de obter os recursos que não mais chegavam de suas atividades musicais.
Em 1938 Jouteux e a esposa transferiram-se para Tiradentes, passando a residir em uma casa emprestada pelo maestro Joaquim Ramalho na Rua Direita (atualmente nº 168, onde funciona o Centro Cultural Yves Alves), que recebeu do IPHAN uma placa com a seguinte informação: "Nesta casa morou o professor de música e compositor francês Fernand Jouteux, autor da ópera O Sertão (1866-1956)".

Por volta de 1940, o casal Jouteux parece ter residido alguns meses em Sabará, porém retornou em seguida a Tiradentes, passando a residir em outra casa também emprestada pelo maestro Joaquim Ramalho na Rua Direita (atualmente nº 7), imóvel que ainda não possui placa do IPHAN semelhante ao de sua primeira residência.

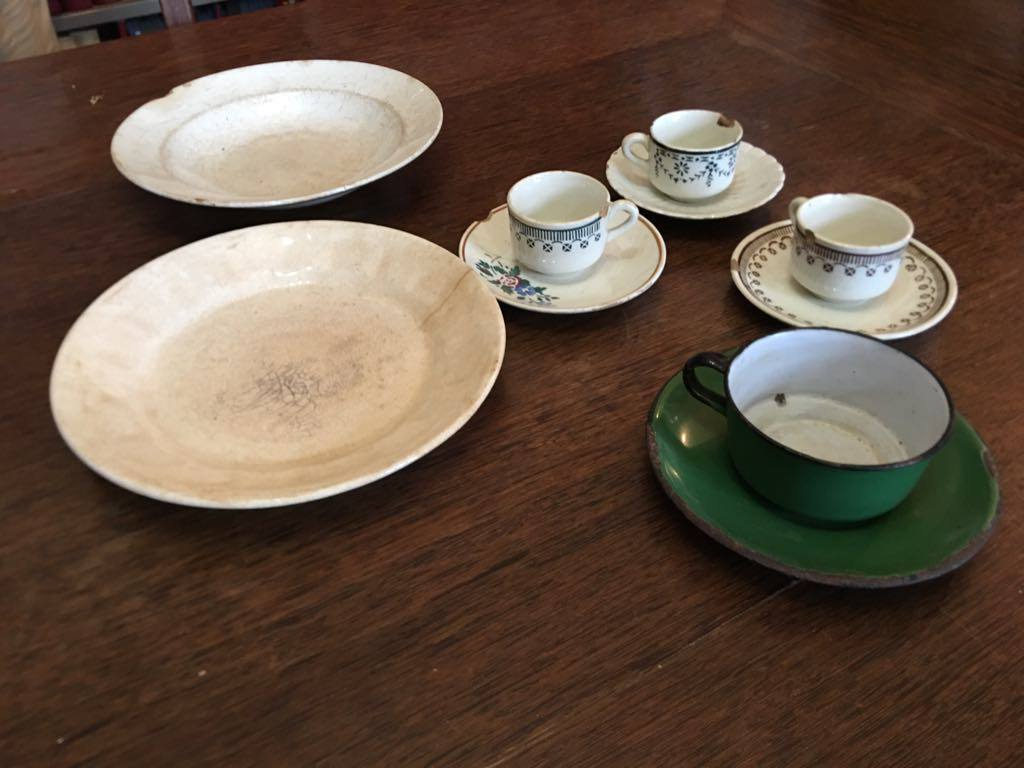
Pratos e xícaras pertencentes a Fernand e Magdeleine Jouteux (Instituto Histórico e Geográfico de Tiradentes).

A fase mineira do casal Jouteux, que incluiu o período da Segunda Guerra Mundial (1939-1945), foi marcada pela mais profunda penúria. Sua segunda casa tinha poucos móveis e seus objetos de louça resumiam-se a dois pratos e quatro xícaras, hoje recolhidos ao Instituto Histórico e Geográfico de Tiradentes. Na entrada da década de 1950, o casal não possuía cama nem colchão, dormindo sobre folhas de jornal e papelão.
Magdeleine Aubry, que apoiou o projeto de Jouteux por mais de meio século, não chegou a assistir à representação da ópera O Sertão, pois faleceu em 1952, em período no qual o casal já vivia em grande penúria. Durante o velório, Fernand Jouteux compôs sua terceira Marcha Fúnebre "à la mémoire de ma chère compagne de 53 ans de ménage, Mme. Madeleine Jouteux-Aubry" (em memória da minha querida companheira de 53 anos de casados, Madeleine Jouteux-Aubry).
Após o falecimento de Magdeleine Aubry, e por influência do maestro Joaquim Ramalho, Jouteux recebeu apoio do governador Juscelino Kubitschek para a montagem de sua ópera em Belo Horizonte. O significado dessa obra, cerca de 40 anos após sua concepção, já era bem diverso daquele no qual foi criado, e Jouteux recebeu um apoio mais relacionado à sua carreira e ao seu esforço do que ao significado musical e literário de sua grande ópera. Foi então constituída uma comissão para a montagem de O Sertão, presidida por Celso Brant.
A partir de meados de 1953, já viúvo, Fernand Jouteux passou a residir em Belo Horizonte, ainda que seu arquivo pessoal tenha permanecido em Tiradentes. Seu primeiro endereço foi a Rua Gonçalves Dias 476 ( Bairro Funcionários), mesma rua na qual, em 1968, foi instalada a Fundação de Educação Artística.

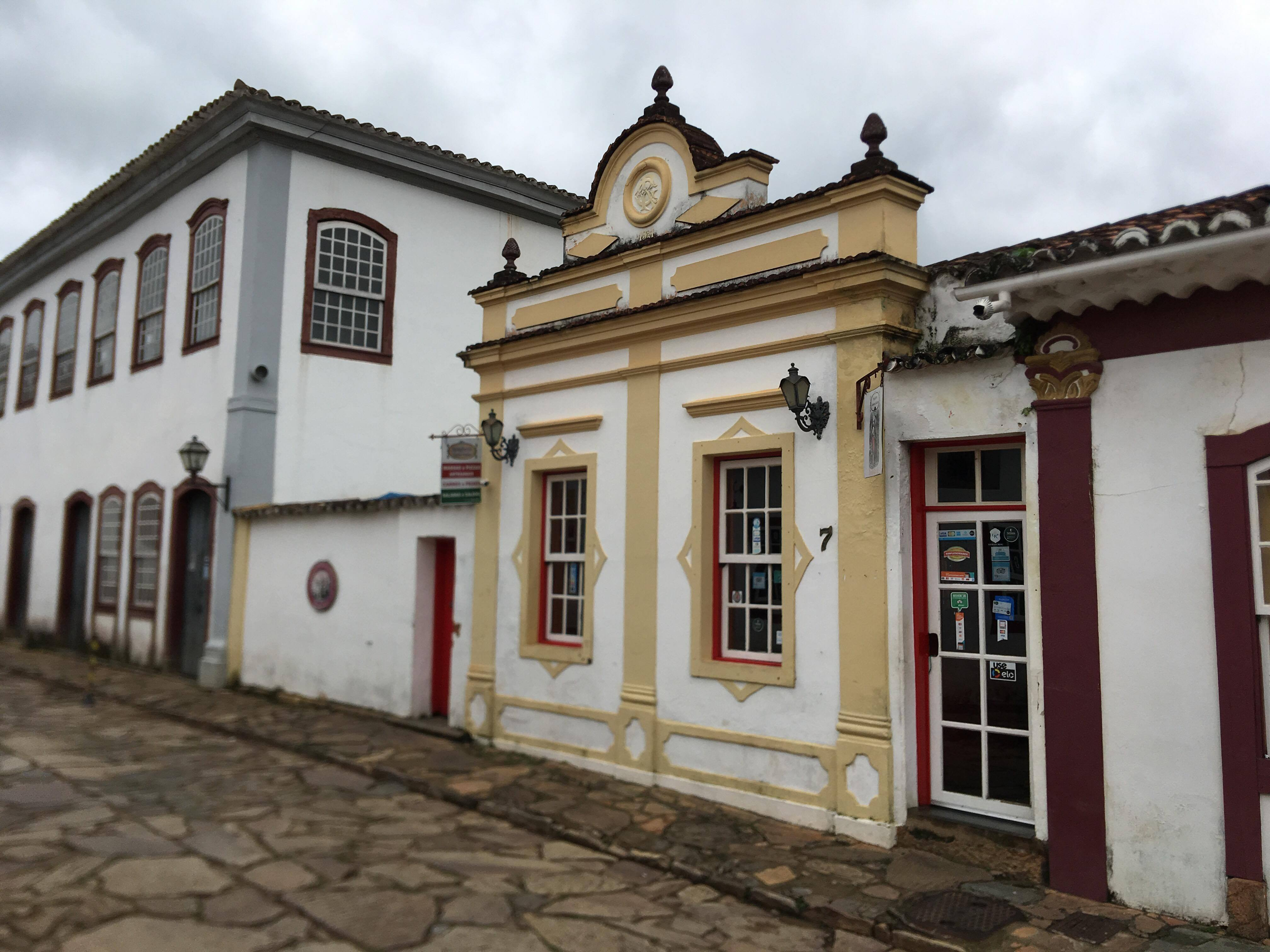
Segunda casa na qual Fernand Jouteux e sua esposa residiram em Tiradentes (construída em 1921 para funcionar como oficina de ourivesaria), na época propriedade de Joaquim Ramalho (Rua Direita, atualmente nº 7).

A estreia da ópera O Sertão deu-se finalmente em 29 de novembro de 1954, no Teatro Francisco Nunes, com renomados solistas, acompanhados pela Orquestra da Polícia Militar de Minas Gerais, sob a direção de Hostílio Soares, com a participação de (também estreante) Luiz Aguiar. Foram realizadas mais três representações da ópera em 1954, uma delas novamente no Teatro Francisco Nunes no dia seguinte à estréia, outra no Cine Teatro Brasil de Belo Horizonte e a última no Cine-Teatro Central de Juiz de Fora, em 30 de maio de 1955, sob a direção de Sebastião Vianna. Uma tentativa para a quinta apresentação dessa ópera em São João del-Rei foi feita em 1956, mas que  acabou não sendo realizada.
Quando da montagem da ópera O Sertão em Belo Horizonte, a orquestra, solistas e coro tiveram dificuldade em utilizar a versão produzida por Jouteux quase 40 anos antes. Por isso vários trechos foram reorquestrados, além de providenciada a cópia das partes cavadas para a orquestra e solistas. Testemunhos do Campo das Vertentes narram que o seu aluno Adhemar Campos Filho, de Prados, colaborou em algumas dessas tarefas. O libreto original por Fernand Jouteux era bilíngue (francês/português), porém para a estreia foi providenciada uma nova tradução para o português por Celso Brant, o presidente da comissão de montagem da ópera.
Após a estréia da ópera em Belo Horizonte, Jouteux teria declarado aos amigos: "Posso morrer agora". Viúvo, debilitado após a montagem ópera, sem parentes no Brasil e totalmente sem recursos, aos 90 anos de idade e já vivendo em Belo Horizonte, desde meados de 1953, Fernand Jouteux passou a residir, a parir de meados de 1955, na casa de uma das cantoras do elenco (e maestrina interna), Corina Elisabeth de Tompa (Rua Martim de Carvalho, 503), onde faleceu em 16 de setembro de 1956 de uma crise de uremia, tendo sido sepultado no Cemitério do Bonfim.
A maior parte de seus pertences e os de Magdeleine Aubry permaneceram na segunda casa em que residiu na Rua Direita de Tiradentes (atualmente nº 7) e somente foram encontrados décadas após a sua morte.

## Arquivo Jouteux

### Arquivo Jouteux no IHGT e na SOBR de Tiradentes

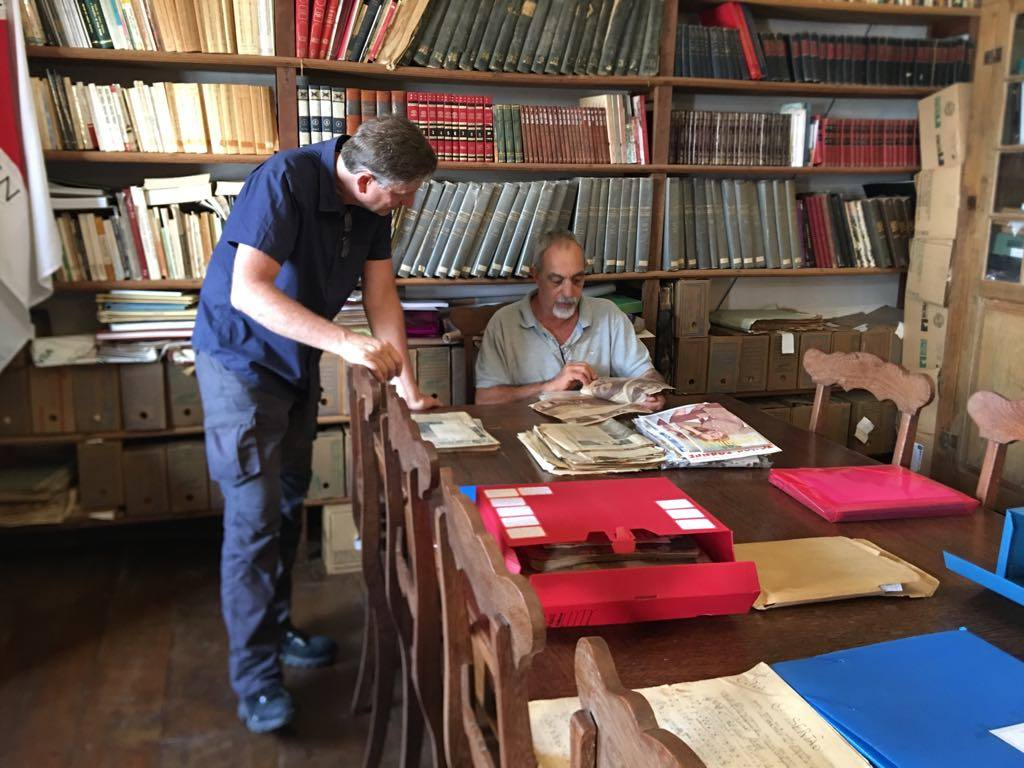
Olinto Rodrigues dos Santos Filho com Paulo Castagna, junto ao arquivo Fernand Jouteux do Instituto Histórico e Geográfico de Tiradentes (IHGT).

Após o falecimento de Fernand Jouteux, uma quantidade substancial de suas partituras foram incorporadas ao arquivo da Sociedade Orquestra e Banda Ramalho de Tiradentes (SOBR) e seus documentos pessoais foram prudentemente guardados pelo maestro Joaquim Ramalho. Localizados em 1984 no porão da segunda residência de Jouteux em Tiradentes (atualmente a casa da Rua Direita, nº 7), o arquivo pessoal do compositor foi salvo do descarte por Olinto Rodrigues dos Santos Filho e transferido ao Instituto Histórico e Geográfico de Tiradentes (IHGT).
Não fosse a ação rápida do historiador Olinto Rodrigues dos Santos Filho, que interceptou, já em movimento, o veículo que removia os papéis para o descarte, a maior parte da memória de Fernand Jouteux no Brasil teria se perdido. O autógrafo da ópera O Sertão não permaneceu em seu arquivo pessoal em Tiradentes, pois estava em Belo Horizonte por ocasião das representações da ópera em 1954 e 1955, não tendo sido localizado até o momento.

### Coleção Francesa do CEREM

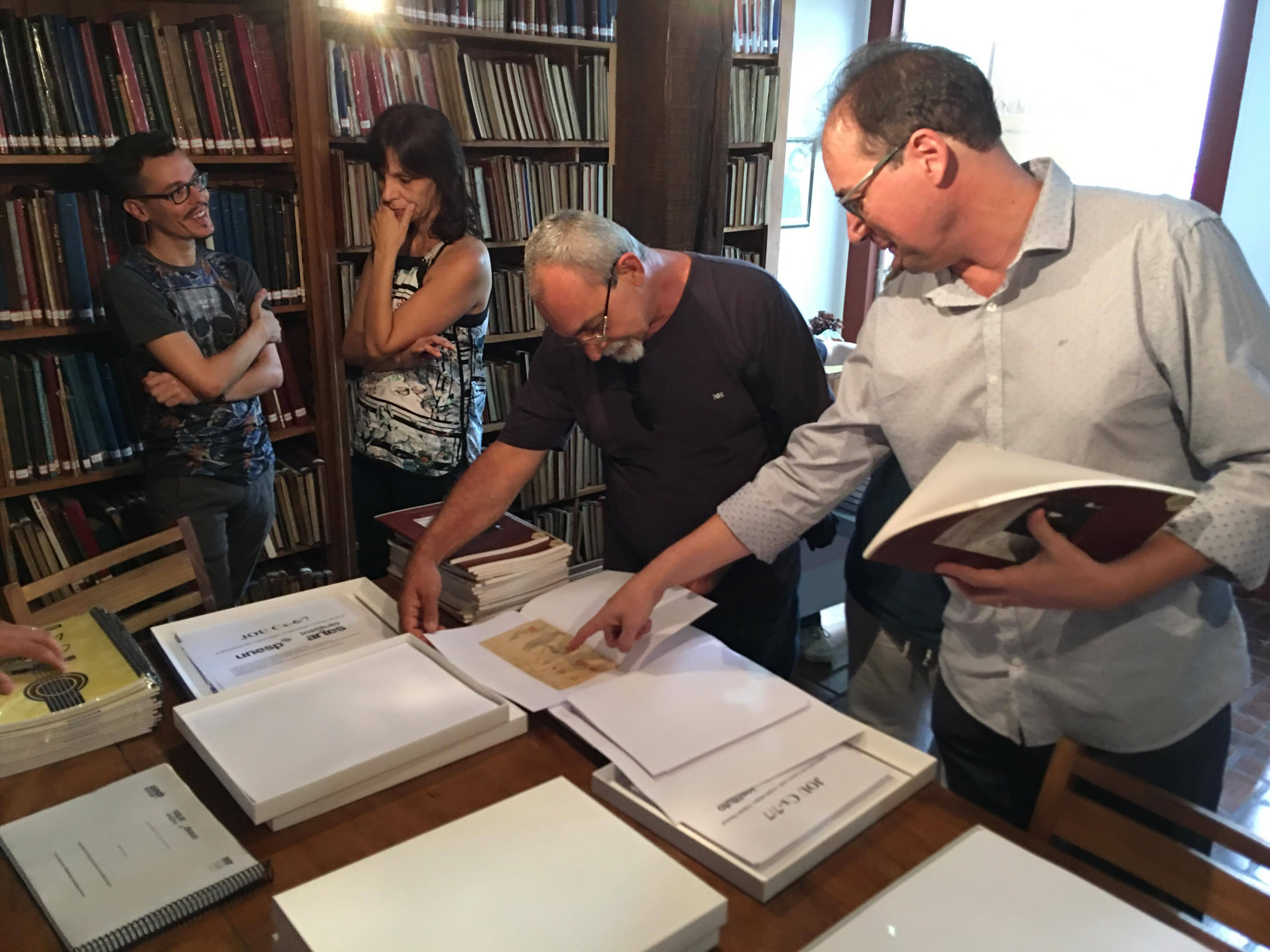
Evento de entrega da Coleção Fernand Jouteux à Fundação Centro de Referência Musicológica José Maria Neves (F-CEREM), em 18 de março de 2019.

A Coleção Francesa de Fernand Jouteux foi acumulada por familiares na França (especialmente pela família Baudichon, em Chinon), reunida pelo musicólogo francês Jean-Michel Vaccaro (1938-1998), doada à Fundação Centro de Referência Musicológica José Maria Neves (F-CEREM) em 2018 pela pesquisadora brasileira Carolina Magalhães (por intermediação do músico e pesquisador Carlos Sandroni) e organizada e inventariada em 2019 no Laboratório de Arquivologia e Edição Musical do Instituto de Artes da Universidade Estadual Paulista (UNESP) por Paulo Castagna. O Inventário da Coleção Fernand Jouteux, que inclui partituras e conjuntos de partes (impressos e manuscritos), cartas, recortes de jornais e revistas, caricaturas e documentos pessoais, encontra-se disponível online.

## Críticas sobre Fernand Jouteux
As inúmeras críticas publicadas sobre o trabalho de Fernand Jouteux, na França e no Brasil, parte delas disponível nos arquivos de Tiradentes e São João del-Rei, e parte publicada por Ígor Cardoso, demonstram situações muito distintas. As críticas publicadas na França geralmente foram elogiosas, destacando ora o despontar de mais um jovem compositor (principalmente no caso de Bellator Domini), ora as aventuras de Jouteux no Brasil e seus concertos durante seus frequentes retornos à França.
No Brasil, no período de residência em Pernambuco e na turnê Maranhão-São Paulo, houve uma clara divisão entre admiradores e detratores de Jouteux: um critico anônimo do Diario de Pernambuco, em 1905, declarou que a música de Jouteux era própria apenas para a igreja e não para o teatro, o que rendeu várias cartas de Jouteux a esse jornal e suas respostas; Waldemar de Oliveira publicou críticas muito duras a seu respeito no Jornal do Commercio do Recife em 1928, acusando-o de "tardígrado" e desconhecedor da música moderna, e os dois trocaram acaloradas acusações durante esse ano. Por outro lado, críticos como Euclides Fonseca em Pernambuco (em 1928), Luigi Maria Smido no Rio de Janeiro (em 1929) defenderam a música de Jouteux, ainda que reconhecessem sua opção conservadora.

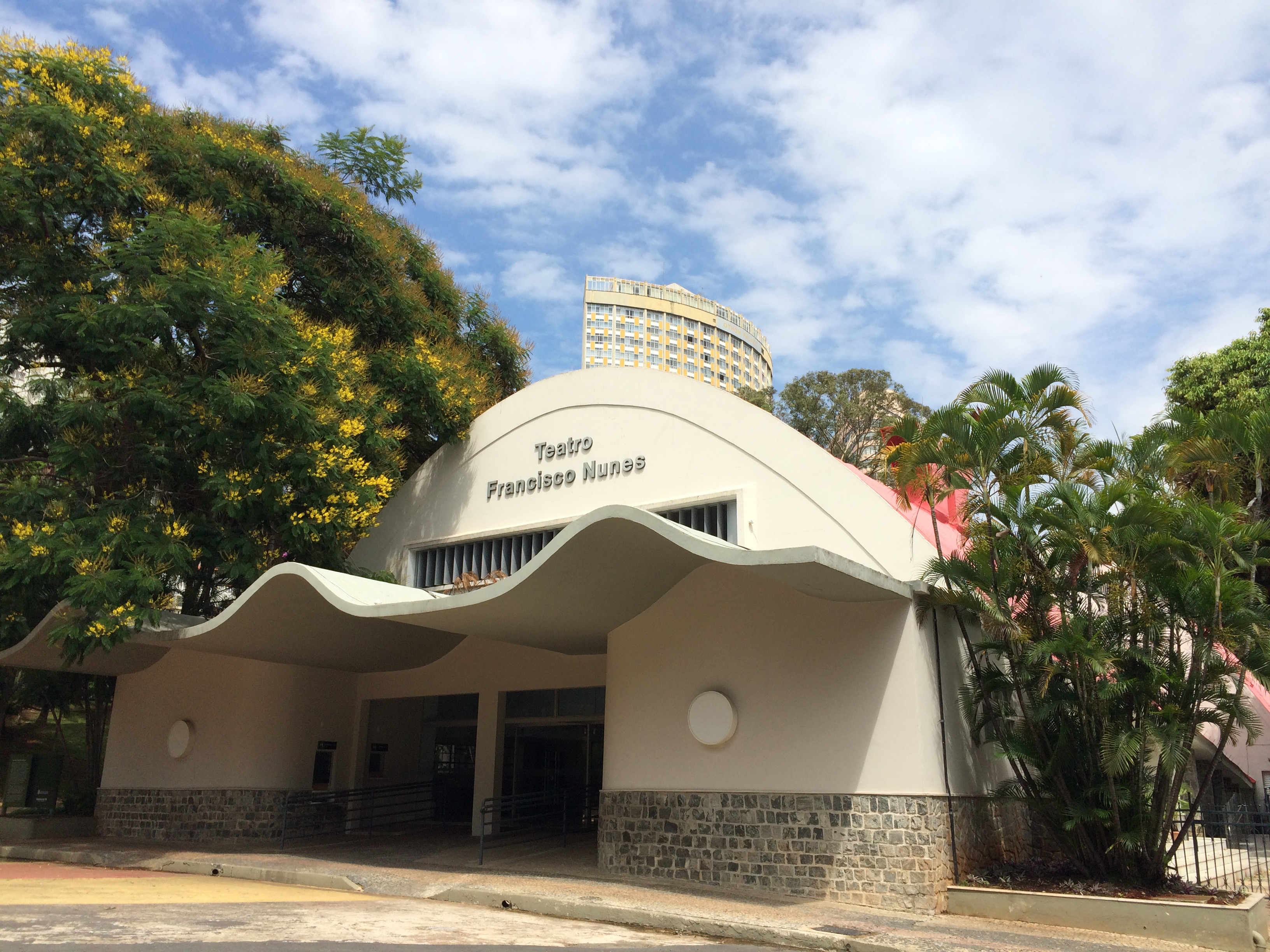
Teatro Francisco Nunes (Belo Horizonte) no qual foi estreada a ópera O Sertão de Fernand Jouteux, em 29 de novembro de 1954.

É possível que as críticas ácidas de 1905 e 1928 tenham contribuído para suas mudanças de cidade, pois em 1906 Jouteux deixou o Recife e retornou a Garanhuns, enquanto em 1929, após viver em cidades de Alagoas, Pernambuco e Paraíba, organizando apresentações de suas obras, partiu para a viagem de cinco anos entre Maranhão e São Paulo.
Durante o período mineiro, a crítica comportou-se de maneira muito distinta da fase anterior, ressaltando principalmente a trajetória de Jouteux e o interesse ideológico de sua música e sua carreira relacionada ao Brasil. A Segunda Guerra Mundial teria contribuído para o acirramento do nacionalismo e, portanto, valorizando o aspecto ideológico das obras de Jouteux relacionadas ao Brasil. No Diário Mercantil e de Juiz de Fora e nos Diários Associados, uma série de críticas de Henrique José Hargreaves e Georges Bernanos, em 1943, defenderam solidariamente o trabalho de Jouteux.
Foram, no entanto, as reportagens sobre a apresentação da ópera O Sertão, entre 1954 e 1955, as que mais festejaram a última realização de Jouteux em vida: dezenas de reportagens a esse respeito foram publicadas em jornais mineiros e em algumas revistas, com destaque para a revista Alterosa, de 1º de fevereiro de 1955, e para a revista O Cruzeiro, de 4 de junho de 1955.

## Estudos sobre Fernand Jouteux
Embora exista algumas obras de Fernand Jouteux em bibliotecas brasileiras e francesas, ou mesmo à venda nas lojas de livros raros, no momento a maior parte de suas composições pode ser consultada apenas em Tiradentes e São João del-Rei, que tornaram-se os locais com a maior quantidade de informações, documentos musicais e pessoais deste compositor.

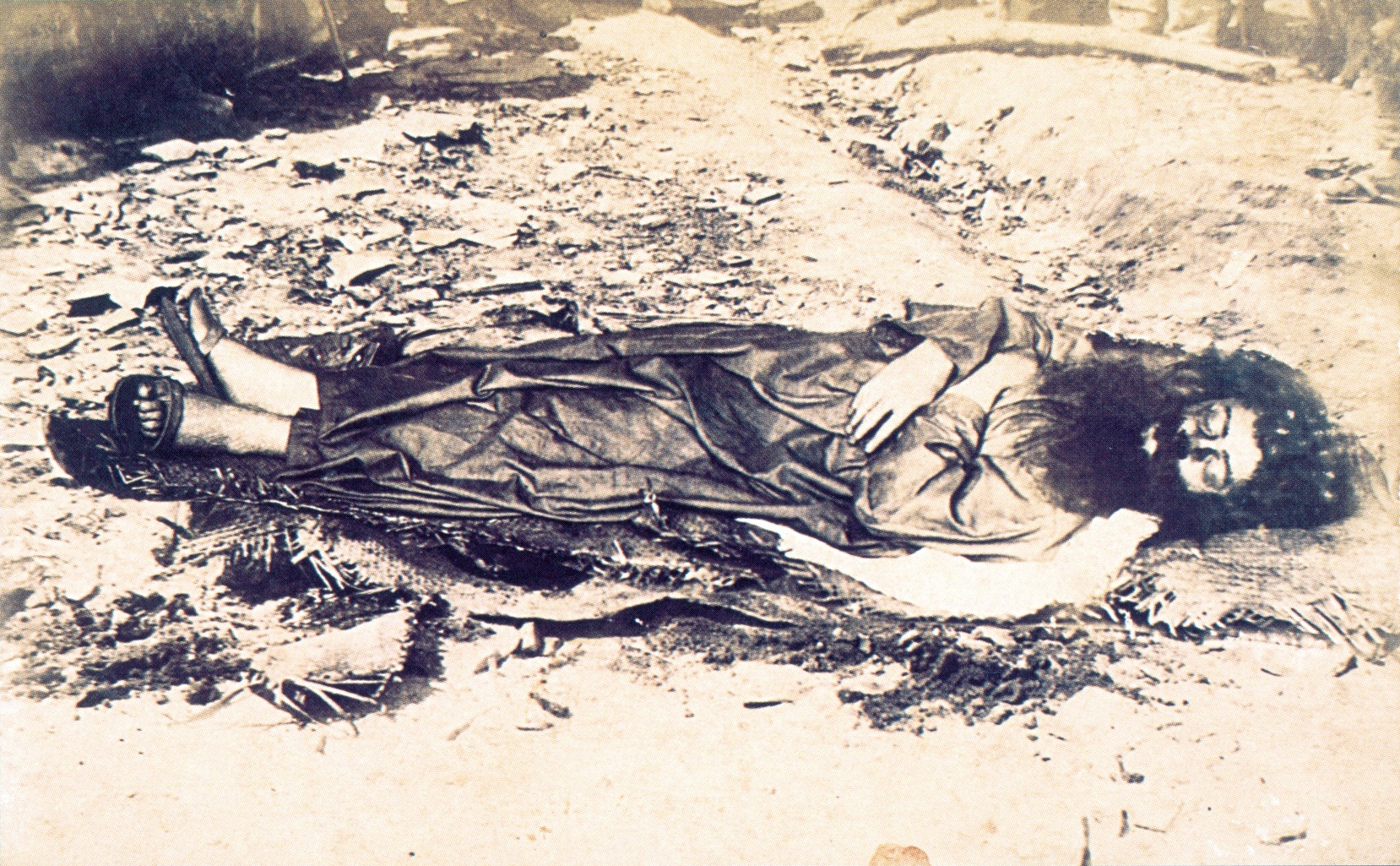
Única fotografia conhecida de Antônio Conselheiro (1897), cujo envolvimento na Guerra de Canudos cuja história foi usada no libreto da ópera O Sertão de Fernand Jouteux.

A ausência de Fernand Jouteux em obras de musicólogos brasileiros do século XX deve-se, em parte, à sua nacionalidade francesa e em parte à sua opção estilística romântica (provavelmente as mesmas razões que dificultaram o apoio à sua música no Brasil), mas principalmente pela inexistência de suas obras em arquivos e bibliotecas brasileiras até o final do século XX. Uma das raras referências a Jouteux por parte dos musicólogos brasileiros do século XX é a de Pedro Sinzig, no seu Dicionário Musical, que cita suas Trovas, para canto, piano.
Somente após o impedimento do descarte de seu arquivo pessoal em 1984 por Olinto Rodrigues dos Santos Filho (que providenciou sua transferência para o Instituto Histórico e Geográfico de Tiradentes e realizou os primeiros estudos sobre o material), é que a história e a produção musical de Fernand Jouteux começaram a ser efetivamente pesquisados.
Os principais trabalhos até o momento realizados sobre Fernand Jouteux são o referido artigo de Olinto Rodrigues dos Santos Filho, o livro de Igor Cardoso, o livro de Henrique Rohrmann e Willer Silveira, e o Inventário da Coleção Fernand Jouteux da Fundação Centro de Referência Musicológica José Maria Neves (F-CEREM), por Paulo Castagna, hoje as maiores fontes de informação sobre o compositor, uma vez que este não consta da Enciclopédia da música brasileira (Art Ed., 1977 e 1998) e ainda não foi incluído nas enciclopédias online de música brasileira.

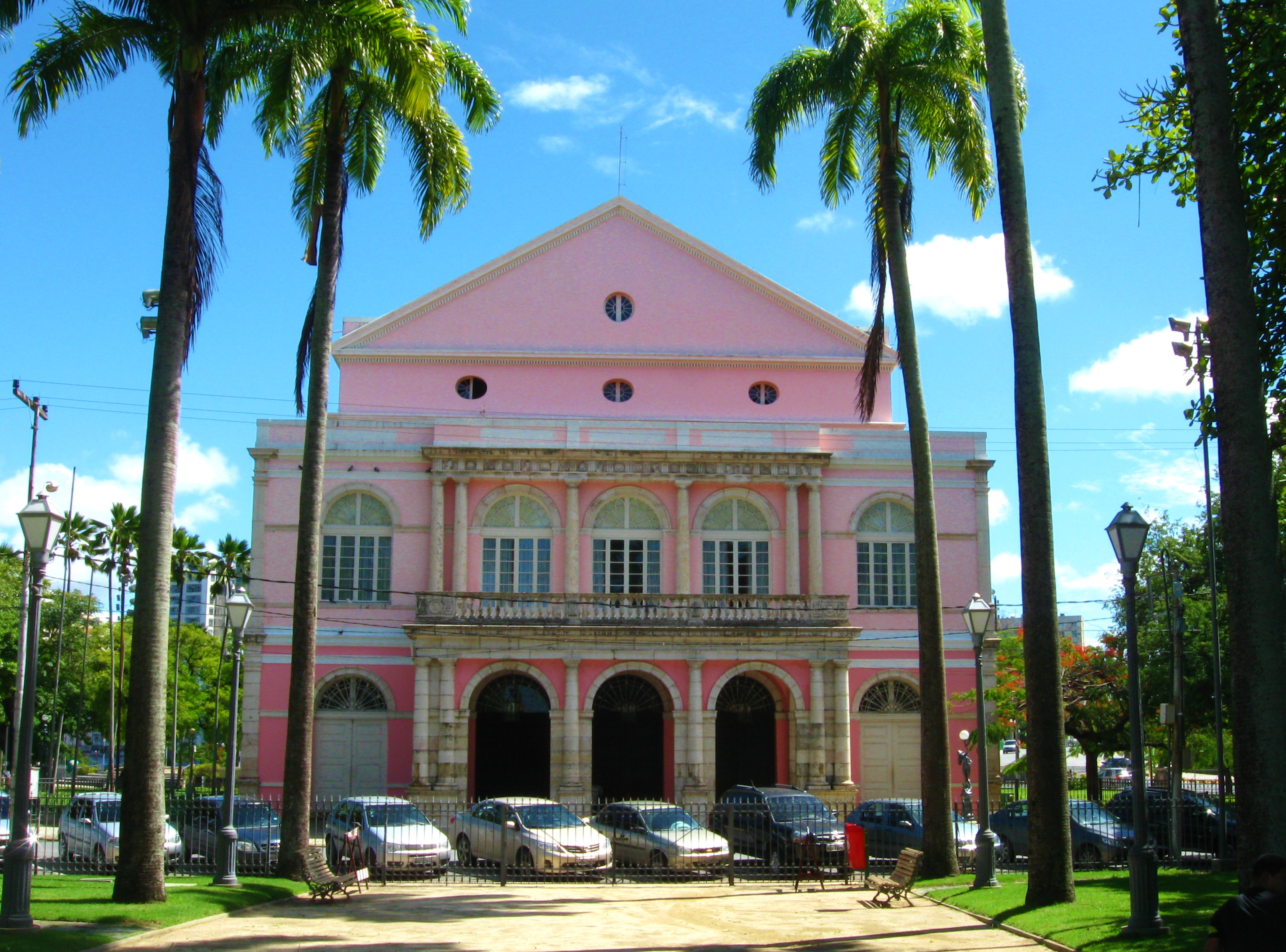
Teatro de Santa Isabel (Recife), no qual Fernand Jouteux regeu algumas de suas obras em 1905.

## Significados da vida e obra de Fernand Jouteux
Três significados relacionados à vida e obra de Fernand Jouteux vêm sendo estudados na bibliografia atualmente disponível: 1) o significado humano de sua trajetória, da experiência de mudança de século, de cultura e de país, e das dificuldades enfrentadas na administração de suas opções de vida em diferentes circunstâncias (livro de Ígor Cardoso e artigo de Olinto Rodrigues dos Santos Filho); 2) o significado artístico, social, ideológico e religioso de sua produção musical (livro de Henrique Rohrmann e Willer Silveira); 3) o significado dos seus documentos remanescentes (inventário da Coleção Fernand Jouteux da F-CEREM por Paulo Castagna). A partir dos trabalhos já divulgados, observa-se o surgimento dessas três linhas potenciais de pesquisa, que poderão gerar novos trabalhos ou somar-se a outras abordagens sobre Fernand Jouteux.

## Projetos de apresentação de obras de Fernand Jouteux

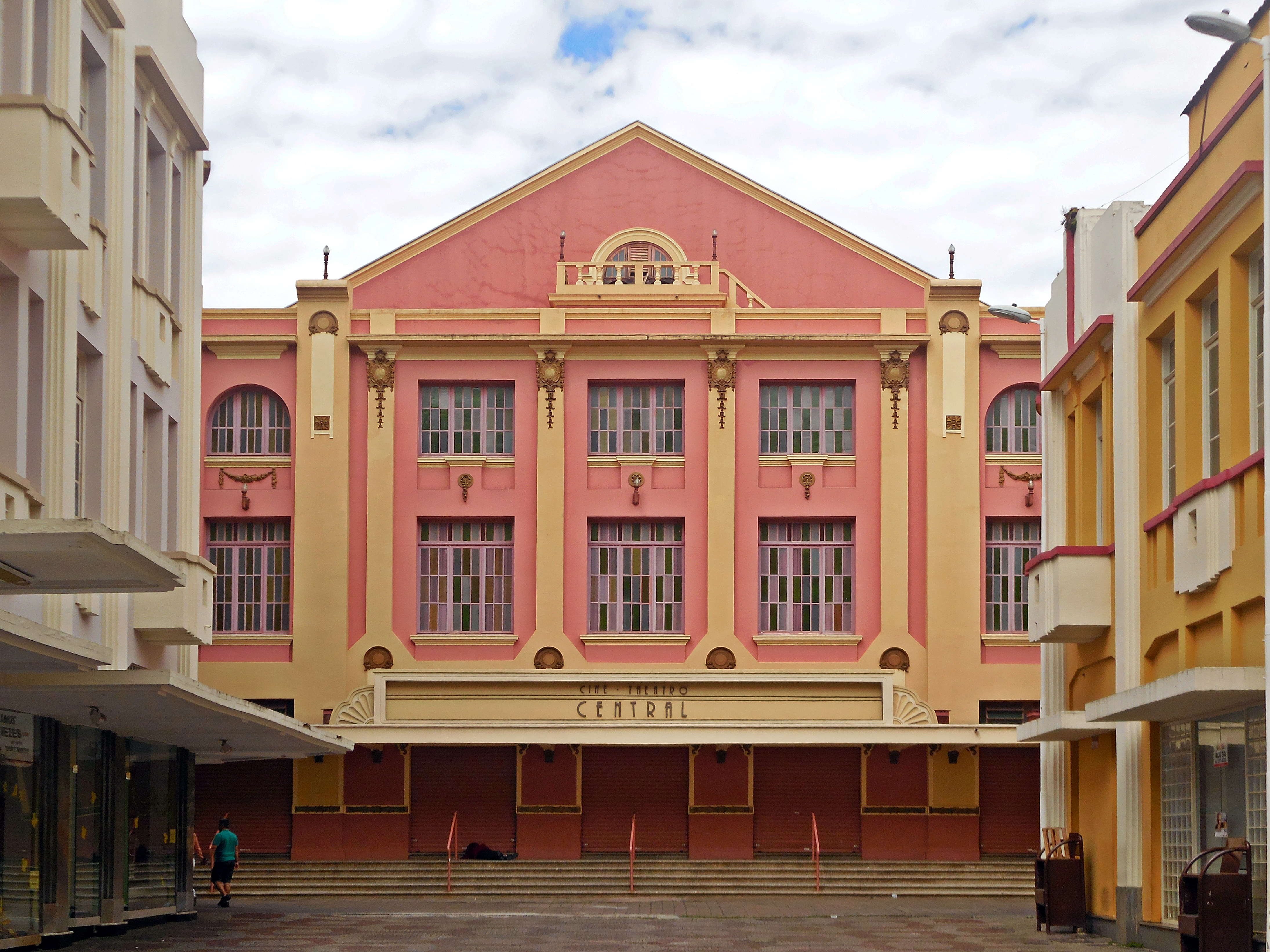
Cine-Theatro Central de Juiz de Fora (MG), no qual foi realizada a quarta e última representação completa da ópera O Sertão de Fernand Jouteux, em 30 de maio de 1955, sob a direção de Sebastião Vianna.

Após o falecimento de Fernand Jouteux, sua música foi sendo progressivamente esquecida e suas obras deixaram de ser executadas, tanto na França quanto no Brasil. Esse fato, além da análise dos documentos remanescentes, sugere que a maioria das apresentações de obras de Fernand Jouteux ocorreu pela motivação, presença e, muitas vezes, execução ou regência do próprio compositor.
A partir do final do século XX, motivado pela salvaguarda do arquivo de Fernand Jouteux, realizada por Olinto Rodrigues dos Santos Filho, surgiram os primeiros projetos de apresentação de obras desse compositor, com destaque para a apresentação, em Belo Horizonte, de cenas da ópera O Sertão, pela Orquestra da Polícia Militar de Minas Gerais, reconstituídos pelo maestro João Jorge de Almeida Soares, que as dirigiu em 2002. Outros projetos importantes foram a apresentação de obras camerísticas de Jouteux arranjadas para flauta e violão, por Salomé Viegas, e a interpretação de alguns de seus Tantum ergo, pela Sociedade Orquestra e Banda Ramalho de Tiradentes a partir de 2016, após a edição dessas obras no livro de Henrique Rohrmann e Willer Silveira.
Após o sucesso da apresentação das cenas da ópera O Sertão, pela Orquestra da Polícia Militar de Minas Gerais em 2002, o Deputado Isaías Silvestre, de Minas Gerais, chegou a propor em Brasília, na Sessão Ordinária nº 256.1.52.O da Câmara dos Deputados do Brasil, em 10 de novembro de 2003, um projeto destinado à “Gravação, pela Orquestra Sinfônica da Polícia Militar do Estado de Minas Gerais, da ópera O Sertão, de autoria do compositor francês Fernand Jouteux, extraída do livro Os Sertões, de Euclides da Cunha”. Esse projeto, entretanto, nunca foi aprovado.

## Endereços de Fernand Jouteux no Brasil
Fernand Jouteux e sua esposa residiram em inúmeros endereços, na França, Argélia e Brasil. Alguns desses endereços são conhecidos em função das cartas remanescentes de seus arquivos, em Tiradentes e São João del-Rei, e outros de notícias e anúncios em jornais da época, e encontram-se abaixo listados.
Os quatro únicos endereços conhecidos nos quais Fernand Jouteux viveu com a esposa, e que mantém ao menos em parte a estrutura do período de sua residência, são a Fazenda Bela Aliança de Garanhuns, o apartamento da Rua da Imperatriz Tereza Cristina, nº 2, 1º andar (Recife) e as duas casas da Rua Direita de Tiradentes, com numeração atual 7 e 168, sendo a da Rua Direita nº 168 a única que possui uma placa alusiva à ocupação por Fernand Jouteux. As duas casas nas quais Jouteux viveu em Belo Horizonte foram demolidas para a construção de edifícios de múltiplos andares, não sendo ainda conhecidas fotografias externas.

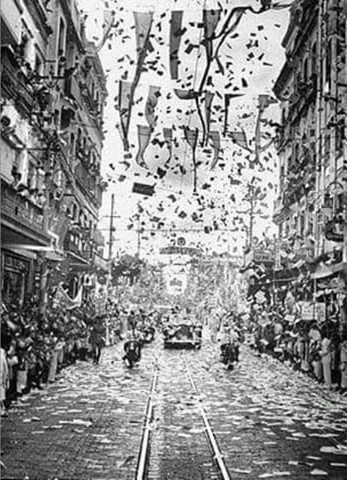
Rua da Imperatriz (Recife) em 1940 e Ponte da Boa Vista ao fundo. O edifício no qual Fernand Jouteux residiu entre 1905-1906 é o penúltimo da esquerda.

### Principais endereços de Fernand Jouteux no Brasil
- 1899-1921: Fazenda Bela Aliança, Garanhuns

- 1905-1906: Rua da Imperatriz Tereza Cristina, nº 2, 1º andar, Recife
- 1916: endereço desconhecido, Maceió
- 1925-1929: endereço desconhecido, Garanhuns
- 1926-1927: Hotel do Russel, Praia do Russel, nº 64, Rio de Janeiro
- 1937: endereço desconhecido, São João del-Rei
- 1938-1939: Rua Direita, nº 168 [numeração atual], Tiradentes
- 1940: endereço desconhecido, Sabará
- 1940-1953: Rua Direita, nº 7 [numeração atual], Tiradentes
- 1953-1955: Rua Gonçalves Dias, 476, Belo Horizonte
- 1955-1956: Rua Martim de Carvalho, 503 (residência de Corina Elizabeth de Tompa), Belo Horizonte

## Alunos de Fernand Jouteux

### Garanhuns (Pernambuco)
Rosa Coelho Pereira do Carmo (1910-2000)

### Campo das Vertentes (Minas Gerais)
Adhemar Campos Filho (1926-1997)
Olavo de Campos Caldas (1905-1991)

## Principais obras

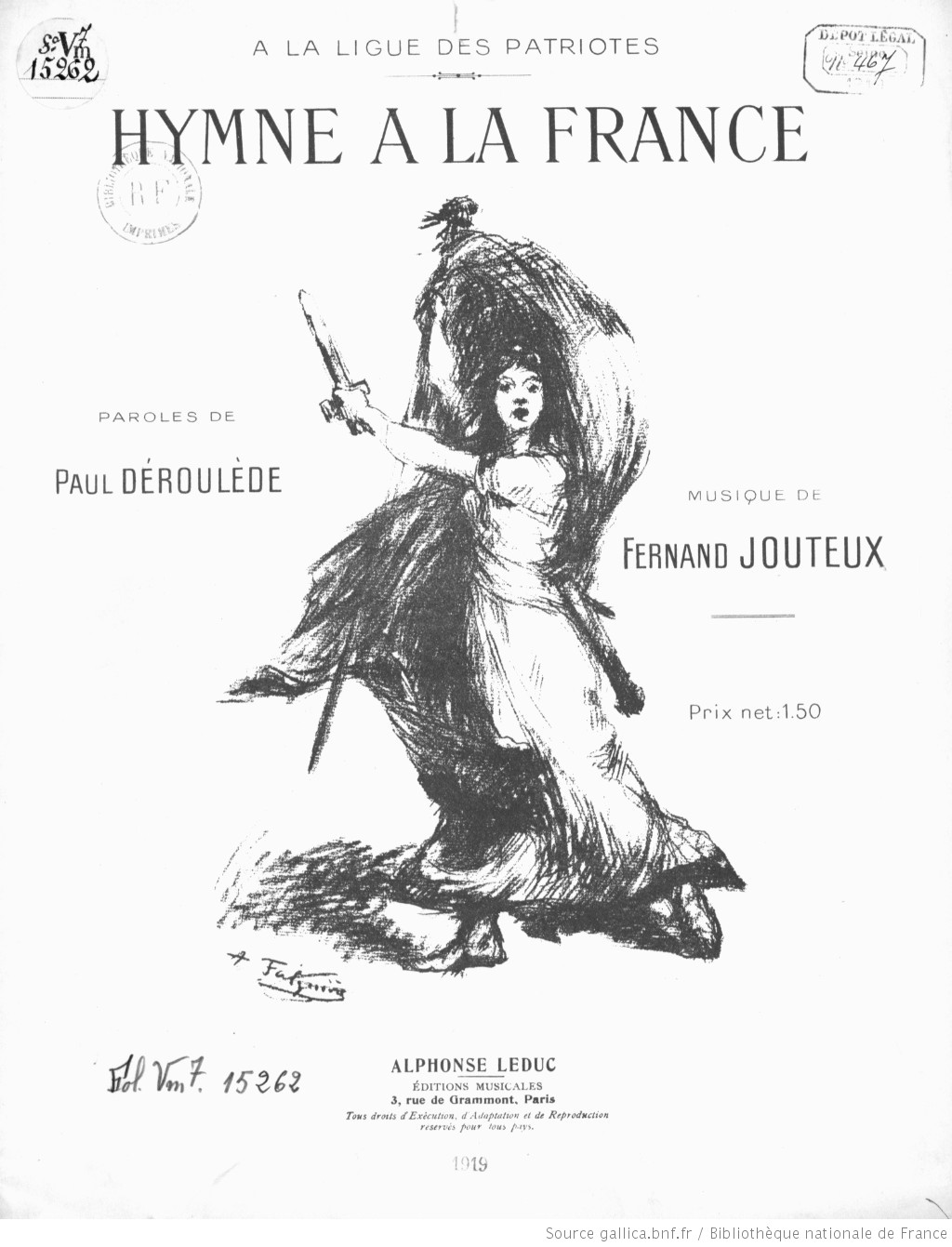
Hymne à la France, com letra de Paul Déroulède e música de Fernand Jouteux (1914)

- 1883: Panama, quadrille brillant pour piano
- 1884: Ma Première, valse pour piano
- 1885: A l'amiral Courbet, strophes
- 1885: Au Bord du lac!, rêverie, paroles de Alphonse Jouteux
- 1885: À une Rose!, bluette, paroles de Alphonse Jouteux
- 1885: L’Étoile d'or!, polka pour piano
- 1890: Les Prunes!, chanson, poésie de Alphonse Daudet
- 1890: Rondel printanier!, poésie de Alexis Noël
- 1891: Le Retour du Marin, para soprano solo
- 1892: Russie et France: Hymne Russe et Marseillaise combinés pour piano à 4 mains
- 1897: Bellator Domini, oratorio composé pour le XVe centenaire de la mort de Saint Martin
- 1899: Airs Soudanais de la cour de Samory, d'après Ibrahim Sam'ba (chef suprême des musiciens noirs du Sénégal), transcrit pour piano
- 1899: Ode à Balzac, poème de Horace Hennion, musique de Fernand Jouteux, exécutée au Théâtre-Français de Tours, le 6 mai 1899, pour le centenaire d'Honoré de Balzac, partition piano et chant
- 1908: Rosée!, lied, poésie de France Darget, op. 15
- 1909: Hymne à la Touraine, poésie de Horace Hennion
- 1910: Ma Fille, veux-tu un bouquet?, vieille chanson française harmonisée et mise en chœur à 4 voix mixtes sans accompagnement
- 1914: Hymne à la France, paroles de Paul Déroulède
- 1914: Symphonie Brésilienne, pour orchestre (estreada em 1933)
- 1923: Aux Étoiles (Horace Hennion), lied, pour ténor ou soprano (op. 16), chant et piano
- 1923: Le Chevalier Misère (Elizabeth de la Sauge), lied, pour ténor ou soprano (op. 16.), chant et piano
- 1899-1925: O sertão (Le serton), grand opéra brésilien en 4 actes sur l'épopée de canudos, poème français et musique de Fernand Jouteux

## Seleção de vídeos
- «Ária das Palmeiras da ópera "O Sertão" de Fernand Jouteux. Orquestra Sinfônica da PMMG regida por João Jorge Almeida Soares, 05/08/2002.»
- «Balé da ópera "O Sertão" de Fernand Jouteux. Orquestra Sinfônica da PMMG regida por João Jorge Almeida Soares, 05/08/2002.»
- «Tantum ergo de Fernand Jouteux, pela Sociedade Orquestra e Banda Ramalho, em dezembro de 2016»